# 헬름홀츠 협회

헬름홀츠 협회는 독일의 과학 기술을 개발하는 공공부문 중 하나이며,  독일 국가과학기술 체제 내 대표적 정부출연 연구기관이다. 헬름홀츠 연구협회는 19개의 대형 연구소를 하나로 묶어놓은 연구기관으로서 약 40,000여명이 연구를 수행 하고 있다. 헬름홀츠 연구 협회는 과학과 사회 산업에서 쓰일 거대 연구와 인간 생활과 환경에 적용할 수 있는 연구, 즉, 높은 인적․물적 비용과 복잡한 학제적 연구를 하고 있다. 특히 장기적으로 개발되어야 할 핵심기술 연구, 타 연구회에서는 수행할 수 없는 거대 연구에 중점을 두고 있다. 1년 예산이 47억 유로, 대한민국 돈으로 6조 2180억 원에 해당한다.

## 역사
19세기 과학자인 헤르만 폰 헬름홀츠에서 따온 이름으로, 정식 명칭은 Helmholtz Association of German Research Centres이다. 1958년에 설립되었고 현재 이름은 1995년에 붙여졌다. 원래 이름은 'AGF', 독일어로 Arbeitsgemeinschaft der Großforschungseinrichtungen이다.  처음에는 항공 연구 및 핵 연구에 관련된 연구소에서 출발하여 현재 18개의 대형 연구소 집단으로 성장하였다.

## 연구 분야
대학, 산업계, 막스플랑크연구회 등에서 수행할 수 없는 거대연구를 담당한다. 예를 들어 극지 연구, 핵융합 연구, 우주 연구 들과 같은 중요 국가프로그램을 진행한다.  장기적 회임 기간과 경제적 위험성이 큰 연구, 즉 국가가 담당하여야 할 연구를 담당한다. 또한 거대 연구를 수행하기 위해 방사능 가속기, 연구용 원자로, 연구용 선박, 고성능 컴퓨터 등의 연구용 거대 시설을 보유하고 있다. 대형기초 연구를 담당하며 대학과 긴밀한 협력을 유지하며 공동 연구를 수행하고, 사회에 공헌을 하는 환경 및 예방 연구, 환경 친화적 에너지 공급 등과 같은 공공의 이해가 높은 몇몇 분야의 기술개발 및 생명공학기술 및 정보산업기술 등과 같은 장기적으로 국가 경제적 중요성이 높은 핵심기술 개발에 참여하기도 한다.

### 에너지 분야
경제적, 친환경적, 사회적으로 안전하게 유지할 수 있는 에너지의 공급과 화석연료와 핵연료를 대체할 수 있는 기후 중립적 에너지를 찾기 위한 목표로 에너지 연구를 진행하고 있다.

#### 현재 진행 연구
- 재생가능한 에너지(http://www.helmholtz.de/no_cache/en/research/energy/renewable_energies/ 보관됨 2015-09-24 - 웨이백 머신)

태양광 및 지열 에너지의 생성 능력에 대한 항목 외에도, 바이오 매스, 태양 연료 발전에 대한 연구 프로젝트가 추가되고 있다.
- 효율적인 에너지 보존(http://www.helmholtz.de/en/research/energy/efficient_energy_conversion/)

신 재생 에너지의 발견과 화석 에너지 자원의 효율, 전력 및 열 저장 시스템, 모바일 에너지 저장 시스템, 열 전달 시스템 등 높이기 위해 다양한 연구 방법이 추진되고 있다.
- 핵융합(http://www.helmholtz.de/en/research/energy/nuclear_fusion/ 보관됨 2013-11-02 - 웨이백 머신)

국제 핵융합 실험 ITER의 구축과 운영을 하고 있으며, 핵융합 반응 실험 장치를 운영하고 있다.
- 원자력 안전 연구(https://web.archive.org/web/20131102005041/http://www.helmholtz.de/en/research/energy/nuclear_safety_research/)

원자로 안전, 핵 폐기물 처리의 안전 및 방사선 방호를 연구하고 있다.

#### 연구소
- German Aerospace Centre,

- Karlsruhe Institute of Technology,

- Forschungszentrum Jülich,

- Helmholtz-Zentrum Berlin für Materialien und Energie,

- Helmholtz-Zentrum Dresden-Rossendorf

- Helmholtz Centre Potsdam, GFZ German Research Centre for Geosciences

- Max Planck Institute for Plasma Physics

- Helmholtz Centre for Environmental Research - UFZ

### 지구와 환경 분야
자연과 인간사회의 상호작용을 연구하여 상호작용에 따른 결과를 예측하고, 생태계의 파괴 없이 지구 자원을 유지할 수 있는 방법을 목표로 연구를 하고 있다.

#### 현재 진행 연구
- 지구 지리학 연구

지구권, 대기, 수권, 토양 및 생물권, 인간의 서식지 사이에 미치는 영향 사이의 상호 작용과 지구 시스템을 물리적, 화학적 과정의 분석하고 있다.
- 해양 및 극지방 연구 보관됨 2013-11-02 - 웨이백 머신

과거 해변, 해양, 극지방에서 일어나는 현상과 현재 일어나는 현상을 비교 관찰하고 있다.
- 기후와 대기 보관됨 2013-11-02 - 웨이백 머신

기후 시스템 내의 대기뿐만 아니라 기후 변화, 자연 재해, 대기 오염 및 지구의 생태에 결정적인 영향을 미칠 영향을 조사하고 있다.
- 지구 환경 보관됨 2013-11-02 - 웨이백 머신

인간의 삶의 기초를 보존하고, 자원의 지속 가능한 이용에 대한 옵션을 개발하는 것을 목표로 하고 있다.

#### 연구소
- Alfred Wegener Institute Helmholtz Centre for Polar and Marine Research

- Forschungszentrum Jülich

- GEOMAR Helmholtz Centre for Ocean Research Kiel

- Karlsruhe Institute of Technology

- Helmholtz Centre Potsdam, GFZ German Research Centre for Geosciences

- Helmholtz-Zentrum Geesthacht

- Helmholtz Zentrum München - German Research Centre for Environmental Health

- Helmholtz Centre for Environmental Research - UFZ

### 보건 분야
주요 만성 질환의 복잡한 원인을 밝히고 질병의 예방, 조기 진단 및 효과적인 치료를 위한 새로운 전략을 개발하는 것을 목표로 연구를 하고 있다.

#### 현재 진행 연구
- 암 연구

암의 예방, 조기 발견, 진단 및 치료에 관한 연구를 하고 있다.
- 심혈관계 질환 및 대사 질환 연구

질환의 원인을 조사하고 예방, 진단, 치료 및 관리를 위한 보다 효율적인 방법을 개발하는 연구를 하고 있다.
- 감염병 연구

전염병의 발병 및 진행에 관여하는 분자생물학적 메커니즘을 밝히는 연구를 하고 있다.
- 신경계 장애 연구

노인들의 신경계 장애 및 정신병을 주로 연구하고 있다.
- 질병에 대한 유전적 및 환경적 영향 연구

당뇨, 폐 질환, 심혈관 질환, 신경계 장애, 암 등의 질병들과 유전/환경적 요인 및 생활습관 사이의 관계를 연구하고 있다.

#### 연구소
- German Cancer Research Centre (DKFZ)
- Helmholtz Zentrum München – German Research Center for Environmental Health
- Helmholtz Centre for Infection Research
- Max Delbrück Center for Moleculare Medicine (MDC) Berlin-Buch
- German Centre for Neurodegenerative Diseases
- Helmholtz-Zentrum Dresden-Rossendorf
- Helmholtz Centre for Environmental Research – UFZ
- GSI Helmholtz Centre for Heavy Ion Research

### 항공, 우주 및 운송 분야
독일 항공 우주 센터(DLR)가 있으며, 항공 우주 연구를 위한 독일의 국가 센터가 있다. 독일 정부를 대신 하여 국가 우주 프로그램을 진행하고 있으며 유럽 우주 기구(ESA)에 속하여 우주 연구를 진행하고 있다. 항공 기반 시스템을 연구하고 있으며 효율적인 운송을 위해 여러 가지 연구를 하고 있다.

#### 현재 진행 연구
- 항공 연구

비행기의 소음 및 유해 가스의 방출을 줄이는 연구와 비행의 안전, 항공 수송 시스템의 성능을 향상시키는 연구를 하고 있다.
- 우주 연구

- 운송 연구

현재 교통 시스템의 단점을 개선하여, 국가의 경제에 직접적으로 도움이 될 수 있는 연구를 하고 있다.

#### 연구소
- German Aerospace Centre

### 핵심 기술 분야
슈퍼 컴퓨터 개발 및 미래의 사회의 생존에 기여하는 포괄적인 기술을 개발하고 있다.

#### 현재 진행 연구
- 슈퍼 컴퓨터 개발

- 나노 기술 개발 보관됨 2013-11-02 - 웨이백 머신

- 엔지니어링 부품 개발 보관됨 2013-11-02 - 웨이백 머신

#### 연구소
- Forschungszentrum Jülich

- Karlsruhe Institute of Technology

- Helmholtz-Zentrum Geesthacht

### 입자 및 물질 구조 분야
기초 입자 및 소립자, 미립자와 원자에 관한 연구를 진행 중이다.

#### 현재 진행 연구
- 핵입자 연구

- 천체 입자 연구

- 강립자 및 원자핵 연구

- 양성자, 중성자, 이온 연구

#### 연구소
- Deutsche Elektronen-Synchrotron DESY

- Forschungszentrum Jülich

- Karlsruhe Institute of Technology (KIT)

- Helmholtz-Zentrum Geesthacht Centre for Materials and Coastal Research

- GSI Helmholtz Centre for Heavy Ion Research

- Helmholtz-Zentrum Berlin für Materialien und Energie

- Helmholtz-Zentrum Dresden-Rossendorf